# Barry Cordjohn
Barry Ronald Cordjohn (sinh ngày 5 tháng 9 năm 1942) là một cựu cầu thủ bóng đá người Anh thi đấu ở Football League ở vị trí hậu vệ.